# АЕК (футбольный клуб, Ларнака)
АЕК (греч. Αθλητική Έvωση Κίτιον Λάρνακας) — кипрский профессиональный футбольный клуб из города Ларнака. Основан в 1994 году после слияния двух городских клубов «ЭПА» и «Пезопорикос». Домашние матчи проводит на стадионе «АЕК Арена» общей вместимостью 7400 зрителей. Действующий участник Дивизиона А, высшей лиги чемпионата Кипра по футболу.
Футбольный клуб входит в структуру спортивного общества «АЕК», в состав которого входят мужской баскетбольный клуб АЕК и женский — Петролина АЕК, а также женский волейбольный клуб АЕК.

## История клуба
На эмблеме клуба изображён адмирал Кимон, который умер, защищая город Китион (современная Ларнака) в крупном сражении на Кипре около 450 г. до н. э., в борьбе с персами. Кимон повелел своим офицерам хранить в тайне известие о своей возможной смерти. Цитата «Και Νεκρος Ενικα» («Даже в смерти он победил») относится к нему.
После того, как АЕК дошёл до финала Кубка Кипра 1995/96, клуб получил право на участие в Кубке обладателей кубков 1996/97. В предварительном раунде АЕК уверенно прошёл армянский «Котайк» (5:0, 0:1), а в 1/16 финала встретился с «Барселоной». 12 сентября 1996 года «Барселона» на Олимпийском стадионе Льюиса Компаниса выиграла благодаря двум мячам 19-летнего Роналдо (2:0). В ответном матче в Ларнаке АЕК сенсационно сумел свести матч вничью 0:0, но всё же выбыл из турнира. Это был единственный матч «Барселоны» в победном для неё розыгрыше Кубка кубков, в котором каталонский клуб не сумел забить.
Удачно для АЕКа сложился и розыгрыш Лиги Европы 2011/12. В квалификационных раундах кипрский клуб последовательно прошёл мальтийскую «Флориану», чешскую «Младу-Болеслав» и норвежский «Русенборг», не проиграв ни разу в шести матчах. В групповом турнире АЕК также сумел отобрать очки у всех трёх соперников: победа над «Маккаби» (Хайфа) и ничьи с «Шальке 04» и «Стяуа». Однако пять очков в шести матчах оставили АЕК на последнем месте в группе.
В сезоне 2014/15 АЕК впервые занял второе место в чемпионате Кипра, а в следующем сезоне сумел повторить это достижение. Оба раза чемпионом становился АПОЭЛ из Никосии.
Перед сезоном 2016/17 состоялся знаковый для кипрского футбола переход: ряды АЕКа пополнил многолетний лидер и капитан сборной Кипра и АПОЭЛа 35-летний атакующий полузащитник Костас Хараламбидис.
В Лиге Европы 2016/17 АЕК уверенно прошёл «Фольгоре/Фальчано» из Сан-Марино (3:0 и 3:1) и североирландский «Клифтонвилл» (2:0 и 3:2). В третье квалификационным раунде АЕК встретился с московским «Спартаком», который считался фаворитом в паре. В первом домашнем матче АЕК сумел отыграться, благодаря мячу Андре Алвеса (1:1). 4 августа 2016 года в Москве на «Открытие Арене» АЕК одержал одну из самых громких побед в своей истории. До матча шансы АЕКа на победу оценивались букмекерами на уровне 5-10 %. «Спартак» не реализовал ряд выгодных моментов в первом и втором тайме (соотношение ударов по воротам по итогам матча — 18-4 в пользу хозяев), а на 89-й минуте македонец Иван Тричковски принёс АЕКу, в стартовом состав которого не было ни одного киприота, сенсационную победу. На официальном сайте УЕФА победа АЕКа была отмечена как одна из наиболее неожиданных из всех матчей третьего квалификационного раунда наряду с победой азербайджанской «Габалы» над французским «Лиллем». До сезона 2016/17 АЕК в гостевых матчах в еврокубках выиграл 1 раз из 10 — в 2011 году у мальтийской «Флорианы».
Еврокубковый сезон 2022/23 стал лучшим для АЕКа в истории. Команда сыграла в квалификации Лиги Чемпионов, вышла в групповой этап Лиги Европы, заняв 3-е место в группе и выйдя в плей-офф Лиги Конференций — в 1/16 финала пройдя украинский «Днепр» (1:0), а в 1/8 финала вылетела от «Вест Хэм».

## Статистика выступлений с 2006 года
| Сезон   | Ранг | Турнир     | Место | И  | В  | Н  | П  | ГЗ | ГП | РГ  | Очки | Кубок      | Исход |
| ------- | ---- | ---------- | ----- | -- | -- | -- | -- | -- | -- | --- | ---- | ---------- | ----- |
| 2006/07 | 1    | Дивизион А | 7     | 26 | 8  | 10 | 8  | 33 | 32 | +1  | 34   | 1/2 финала |       |
| 2007/08 | 1    | Дивизион А | 4*    | 32 | 14 | 8  | 10 | 46 | 42 | +4  | 50   | 4-й раунд  |       |
| 2008/09 | 1    | Дивизион А | 13    | 32 | 3  | 6  | 17 | 27 | 45 | -18 | 15   | 1/8 финала |       |
| 2009/10 | 2    | Дивизион В | 2*    | 32 | 17 | 6  | 9  | 49 | 27 | +22 | 57   | 1/8 финала |       |
| 2010/11 | 1    | Дивизион А | 4*    | 32 | 12 | 6  | 14 | 37 | 42 | -5  | 42   | 1/4 финала |       |
| 2011/12 | 1    | Дивизион А | 5*    | 32 | 13 | 10 | 9  | 40 | 27 | +13 | 49   | 1/2 финала |       |
| 2012/13 | 1    | Дивизион А | 4*    | 32 | 19 | 4  | 9  | 55 | 28 | +27 | 61   | 1/2 финала |       |
| 2013/14 | 1    | Дивизион А | 8*    | 36 | 13 | 11 | 12 | 49 | 36 | +13 | 50   | 1/4 финала |       |
| 2014/15 | 1    | Дивизион А | 2*    | 32 | 17 | 8  | 7  | 56 | 31 | +25 | 59   | 1/2 финала |       |
| 2015/16 | 1    | Дивизион А | 2*    | 36 | 23 | 6  | 7  | 61 | 34 | +27 | 75   | 1/2 финала |       |
| 2016/17 | 1    | Дивизион А | 2*    | 36 | 22 | 10 | 4  | 66 | 28 | +38 | 76   | 1/4 финала |       |
| 2017/18 | 1    | Дивизион А | 4*    | 36 | 20 | 8  | 8  | 74 | 39 | +35 | 68   | Победитель |       |
| 2018/19 | 1    | Дивизион А | 2*    | 32 | 18 | 8  | 6  | 51 | 23 | +28 | 62   | 1/4 финала |       |

- По итогам турнира плей-офф.

## Достижения клуба
- Дивизион А
  - Вице-чемпион (5): 2014/15, 2015/16, 2016/17, 2018/19, 2021/22

- Кубок Кипра
  - Победитель (3): 2003/04, 2017/18, 2024/25
  - Финалист (2): 1995/96, 2005/06

- Суперкубок Кипра
  - Обладатель (1): 2018
  - Финалист (2): 1996, 2004

## Выступления в еврокубках
| Сезон   | Турнир                   | Раунд                      | Соперник              | Дома | В гостях | Общий счёт |  |
| ------- | ------------------------ | -------------------------- | --------------------- | ---- | -------- | ---------- |  |
| 1996/97 | Кубок обладателей кубков | Предварительный раунд      | Котайк                | 5:0  | 0:1      | 5:1        |  |
| 1996/97 | Кубок обладателей кубков | 1/16 финала                | Барселона             | 0:0  | 0:2      | 0:2        |  |
| 2004/05 | Кубок УЕФА               | 2-й отборочный раунд       | Маккаби (Петах-Тиква) | 3:0  | 0:4      | 3:4        |  |
| 2011/12 | Лига Европы УЕФА         | 2-й квалификационный раунд | Флориана              | 1:0  | 8:0      | 9:0        |  |
| 2011/12 | Лига Европы УЕФА         | 3-й квалификационный раунд | Млада Болеслав        | 3:0  | 2:2      | 5:2        |  |
| 2011/12 | Лига Европы УЕФА         | Раунд плей-офф             | Русенборг             | 2:1  | 0:0      | 2:1        |  |
| 2011/12 | Лига Европы УЕФА         | Группа J                   | Маккаби (Хайфа)       | 2:1  | 0:1      | 4-е        |  |
| 2011/12 | Лига Европы УЕФА         | Группа J                   | Стяуа                 | 1:1  | 1:3      | 4-е        |  |
| 2011/12 | Лига Европы УЕФА         | Группа J                   | Шальке 04             | 0:5  | 0:0      | 4-е        |  |
| 2015/16 | Лига Европы УЕФА         | 3-й квалификационный раунд | Бордо                 | 0:1  | 0:3      | 0:4        |  |
| 2016/17 | Лига Европы УЕФА         | 1-й квалификационный раунд | Фольгоре/Фальчано     | 3:0  | 3:1      | 6:1        |  |
| 2016/17 | Лига Европы УЕФА         | 2-й квалификационный раунд | Клифтонвилл           | 2:0  | 3:2      | 5:2        |  |
| 2016/17 | Лига Европы УЕФА         | 3-й квалификационный раунд | Спартак (Москва)      | 1:1  | 1:0      | 2:1        |  |
| 2016/17 | Лига Европы УЕФА         | Раунд плей-офф             | Слован (Либерец)      | 0:1  | 0:3      | 0:4        |  |
| 2017/18 | Лига Европы УЕФА         | 1-й квалификационный раунд | Линкольн Ред Импс     | 5:0  | 1:1      | 6:1        |  |
| 2017/18 | Лига Европы УЕФА         | 2-й квалификационный раунд | Корк Сити             | 1:0  | 1:0      | 2:0        |  |
| 2017/18 | Лига Европы УЕФА         | 3-й квалификационный раунд | Динамо (Минск)        | 2:0  | 1:1      | 3:1        |  |
| 2017/18 | Лига Европы УЕФА         | Раунд плей-офф             | Виктория (Пльзень)    | 0:0  | 1:3      | 1:3        |  |
| 2018/19 | Лига Европы УЕФА         | 2-й квалификационный раунд | Дандолк               | 0:0  | 4:0      | 4:0        |  |
| 2018/19 | Лига Европы УЕФА         | 3-й квалификационный раунд | Штурм (Грац)          | 5:0  | 2:0      | 7:0        |  |
| 2018/19 | Лига Европы УЕФА         | Раунд плей-офф             | Тренчин               | 3:0  | 1:1      | 4:1        |  |
| 2018/19 | Лига Европы УЕФА         | Группа A                   | Байер (Леверкузен)    | 1:5  | 2:4      | 3-е        |  |
| 2018/19 | Лига Европы УЕФА         | Группа A                   | Лудогорец             | 1:1  | 0:0      | 3-е        |  |
| 2018/19 | Лига Европы УЕФА         | Группа A                   | Цюрих                 | 0:1  | 2:1      | 3-е        |  |
| 2019/20 | Лига Европы УЕФА         | 1-й квалификационный раунд | Петрокуб              | 1:0  | 1:0      | 2:0        |  |
| 2019/20 | Лига Европы УЕФА         | 2-й квалификационный раунд | Левски (София)        | 3:0  | 4:0      | 7:0        |  |
| 2019/20 | Лига Европы УЕФА         | 3-й квалификационный раунд | Гент                  | 1:1  | 0:3      | 1:4        |  |

## Еврокубковая статистика
| Статистика выступлений в еврокубках | Статистика выступлений в еврокубках | Статистика выступлений в еврокубках | Статистика выступлений в еврокубках | Статистика выступлений в еврокубках | Статистика выступлений в еврокубках | Статистика выступлений в еврокубках | Статистика выступлений в еврокубках |
| Турнир                              | Матчи                               | Победы                              | Ничьи                               | Поражения                           | Забитые мячи                        | Пропущенные мячи                    | Разница мячей                       |
| ----------------------------------- | ----------------------------------- | ----------------------------------- | ----------------------------------- | ----------------------------------- | ----------------------------------- | ----------------------------------- | ----------------------------------- |
| Кубок обладателей кубков            | 4                                   | 1                                   | 1                                   | 2                                   | 5                                   | 3                                   | +2                                  |
| Кубок УЕФА / Лига Европы            | 36                                  | 18                                  | 9                                   | 9                                   | 59                                  | 35                                  | +24                                 |
| Итого:                              | 40                                  | 19                                  | 10                                  | 11                                  | 64                                  | 38                                  | +26                                 |

## Тренеры клуба
- Андреас Мускалис (1994)
- Ставро Пападопулос (1994)
- Петрос Равусис (1998—1999)
- Радмило Иванчевич (2001—2002)
- Душан Митосевич
- Михалис Хаджипирис (2002—2003)
- Никос Андронику (2003)
- Андреас Мускалис (2003—2004)
- Неофитос Ларку (2004)
- Николай Костов (2004—2005)
- Мариос Константину (2005—2007)
- Нир Клингер (2007—2008)
- Макис Кацавакис (2008—2008)
- Луис Стефани (2008)
- Кристос Кассианос (2009)
- Саввас Константину (2009—2009)
- Андреас Михаелидес (2009—2010)
- Тон Каанен (2010—2011)
- Леон Флемингс (2011—2012)
- Ран Бен Шимон (2012—2013)
- Димитриос Элефтеропулос (2013—2014)
- Флорос Николау (2014)
- Томас Кристиансен (2014—2016)
- Иманоль Идьякес (июнь 2016 — май 2018)
- Андони Ираола (май 2018 — январь 2019)
- Иманоль Идьякес (январь — декабрь 2019)
- Августи Софронис (2020—2021)
- Давид Бадия (2022—н. в.)